# NGC 5229
NGC 5229 (również PGC 47788 lub UGC 8550) – galaktyka spiralna z poprzeczką (SBcd), znajdująca się w gwiazdozbiorze Psów Gończych. Została odkryta 1 stycznia 1886 roku przez Lewisa Swifta. Jest to galaktyka o niskiej jasności powierzchniowej. Należy do grupy galaktyk M94.